# Peter Westbury
Peter Westbury, britanski dirkač Formule 1, * 26. maj 1938, Anglija, Združeno kraljestvo, † 11. december 2015.
Peter Westbury je debitiral v sezoni 1969, ko je nastopil le na dirki za Veliko nagrado Nemčije in z dirkalnikom Formule 2 zasedel peto mesto v svojem razredu, v absolutni konkurenci pa deveto mesto. Drugič in zadnjič je sodeloval na Veliki nagradi ZDA v naslednji sezoni 1970, ko pa se mu ni uspelo kvalificirati na samo dirko.

## Popolni rezultati Formule 1
(legenda) (odebeljene dirke pomenijo najboljši štartni položaj, poševne pa najhitrejši krog, †-uvrščen kljub odstopu)
| Leto | Moštvo                 | Šasija            | Motor               | 1   | 2   | 3   | 4   | 5   | 6   | 7     | 8   | 9   | 10  | 11  | 12      | 13  | Prv | Toč |
| ---- | ---------------------- | ----------------- | ------------------- | --- | --- | --- | --- | --- | --- | ----- | --- | --- | --- | --- | ------- | --- | --- | --- |
| 1969 | Felday Engineering Ltd | Brabham BT30 (F2) | Cosworth Straight-4 | JAR | ŠPA | MON | NIZ | FRA | VB  | NEM 9 | ITA | KAN | ZDA | MEH |         |     | -   | 0   |
| 1970 | Yardley Team BRM       | BRM P153          | BRM V12             | JAR | ŠPA | MON | BEL | NIZ | FRA | VB    | NEM | AVT | ITA | KAN | ZDA DNQ | MEH | -   | 0   |